# 名探偵キドリ
『名探偵キドリ』（めいたんていキドリ）は、馬田イスケによる日本の漫画作品。『月刊少年マガジン』（講談社）にて、2009年7月号に読み切り掲載された後、2010年2月号から本連載が開始され、2011年9月号まで連載された。
名探偵気取りの男が、なんでもない出来事を大げさな事件に仕立て上げ、無茶苦茶な推理で強引に解決してしまおうとする、ミステリー風のコメディである。その一方、事件を解決する探偵役の少女が別におり、一応推理漫画としての体もなしている。

## 登場人物
貴鳥（きどり）
世界的に有名な名探偵のコスプレをした長髪の転校生。名探偵を気取って事件を解決したがっており、「密室」という単語や悲鳴などの殺人事件を連想させる事柄には目の色を変えて飛びつく。決め台詞は「推理ショーへようこそ」。このセリフと共に、でたらめな推理を延々と展開していく。
学校の制服を着ていないのに教師から注意されない、コンビニのアルバイトの面接をした際に本社のSVに圧力をかけて無理やり採用させる、貴鳥に仕えているらしい黒服を着た男が時折姿を現す等、謎が非常に多い。嗅覚は犬並みに鋭い。食い意地が張っており、証拠として取り上げたお菓子や、現場にある食べ物を勝手につまみ食いしてしまうことが多い。
時 明日香（とき あすか）
天才女子高生。17歳。命丘（いのちがおか）高校の2年B組。貴鳥とは正反対に、的確な推理で事件を解決する。刑事の娘で、警察に助言して事件を解決に導いたこともある。非常に博識で観察力も鋭く、貴鳥が強引な推理ショーを展開している横で、事件の真相を淡々と暴いていくため、貴鳥からは一方的にライバル視されている。寿司が好物。困っている人は見過ごさないが面倒なことが嫌いで、運動も苦手。目立つことも嫌いで、カラオケやクラスの演劇での台詞では非常に声が小さい。
釈 麗子（しゃく れいこ）
アゴがとても長い女子高生。明日香の友人でクラスメイト。17歳。身長174cm。アゴの長さ8.9cm。実家は寿司屋で、自身も寿司を握れる。力が強く、また運動神経も良いので、複数の運動部の助っ人として活躍している。首を突っ込む性格だが、感性は比較的まともでツッコミ役を兼ねる。
波堂 大三郎（なみどう だいざぶろう）
警視庁刑事部捜査第5課の警部。44歳。禿頭で眉の濃い強面の男性。5年も追い続けた強盗犯を、5日で捕まえたことから貴鳥に心服している。その一方、それ以外の人間には非常に威圧的で、平然と発砲する。
根越 栄太（ねごし えいた）
警視庁捜査1課特殊犯捜査係の刑事。35歳。FBIで活躍していた交渉人。
矢部 寛三（やべ かんぞう）
命丘高校の校長。56歳。校長室に飾った100万円の価値のある絵が自慢。
内藤 浩二（ないとう こうじ）
命丘高校の教頭。49歳。趣味は園芸。
釈 錬太郎（しゃく れんたろう）
麗子の兄。顎が長い。フランスで商社マンをしている。
怪盗ウィンド（かいとうウィンド）
世界中の宝を盗んで回っている怪盗。人間離れした体力と身体能力で、通常なら不可能なアクションで強引な侵入を果たす。その正体は釈錬太郎。

釈 頭児（しゃく とうじ）
麗子の父。頭が長い。
釈 汐子（しゃく しおこ）
麗子の母。舌が長い。夫婦仲は非常に良い。
ワトソン
サーカスから逃げ出したエゾヒグマ。捕獲された後、貴鳥の助手となる。ワトソンという名は貴鳥が勝手につけたもので、サーカスではストロガノフと呼ばれていた。

## 書誌情報
- 馬田イスケ 『名探偵キドリ』 講談社〈講談社コミックス月刊マガジン〉、全3巻
  1. 2010年12月17日発売[2]、ISBN 978-4-06-371267-4
  2. 2011年1月17日発売[3]、ISBN 978-4-06-371269-8
  3. 2011年10月17日発売[4]、ISBN 978-4-06-371307-7